# ابوثور بغدادی
ابوثَور، ابراهیم بن خالد کلبی بغدادی (؟ -۸۵۴م) فقیه عراقی بود. پس از عمر بسیار در بغداد درگذشت. آثاری دربارهٔ اختلاف مالک و شافعی نگاشت و آن را بررسی نمود؛ گرایش‌های او در آثارش بیشتر به شافعی بود. ابن حبان از او سخن گفته‌است.